# ホ155-I
ホ155-Iは、第二次世界大戦中に大日本帝国陸軍が開発した航空機関砲である。

## 概要
昭和17年、日本陸軍は口径25mmの試作機関砲ホ51の開発を、威力不足を理由として中止した。これにより昭和18年、新規にホ155として口径30mmの航空用機関砲が開発された。開発自体は昭和17年末ごろから名古屋陸軍造兵廠ではじめられており、昭和18年から設計が開始された。
ホ155はI型とII型が試作された。I型は千種製造所が担当、試作砲が昭和18年5月に完成し、昭和19年5月に審査された。この機関砲の構造はホ103、ホ5と同様にブローニングの様式が用いられ、反動による砲身の後座を利用して排莢と装填を繰り返すものである。ただしホ155の開発経緯や製造数などは資料ごとに異なる内容が見られる。GHQに提出された報告書では、研究委託された会社名に中央工業研究所が現れる。この内容では、ホ155のI型、II型とも、試作砲のテストを昭和19年2月から昭和20年6月にかけて行っている。機能試験の結果は尾栓のスライドガイドが強度不足であり、射撃すると破損したこと、装填不良、空薬莢の蹴り出しの不良などが見られた。これらの欠点は終戦まで除去されることはなかったと報告されている。
生産の経緯は戦局の悪化と陸軍上層部の方針の揺れから紆余曲折した。昭和19年10月、I型砲の量産は名古屋陸軍造兵廠の熱田製造所で開始されたが、直後にII型の量産を理由としてラインを閉じ、ここでは口径37mmの大型の航空機関砲ホ204、および口径57mmの航空用機関砲を生産することとなった。同製造所での、同年中のI型の生産は120門で終了した。しかし昭和19年12月、陸軍上層部は再びI型砲の量産を決定、これは名古屋陸軍造兵廠に属する楠製造所で生産されることとなった。楠製造所の終戦時の生産状況は未完成砲身が261門、尾栓337台、部品相当数が残されていた。名古屋陸軍造兵廠の資料によると、昭和20年中のホ155の生産数（I、II型合計）は336門である。ホ155の最終的な生産数はI、II型合わせ1,200門程度であるが、資料により製造数は大きく異なる。日本国内にホ155は現存しない。
ホ155に使用された弾薬はI型・II型とも共用できた。従来の20mm機関砲と比べて弾薬が大型化しており、弾丸重量は235g、全備弾薬筒量は520gである。搭載予定機はキ83の胴体内に2門、キ102丙の胴体内に2門、キ87の主翼に2門、キ94の主翼に2門、そのほかに秋水や火龍に搭載が考えられていた。